# Lavender (Marillion)
Lavender is een nummer van de Schotse rockband Marillion. Het is de tweede single van hun derde studioalbum Misplaced Childhood uit 1985. Op 27 augustus dat jaar werd het nummer op single uitgebracht.

## Achtergrond
Als opvolger van de hitsingle "Kayleigh" was "Lavender" een stuk minder succesvol in de hitlijsten. Hoewel de plaat in het Verenigd Koninkrijk de 5e positie in de UK Singles Chart behaalde, wist de plaat in het Nederlandse taalgebied geen hitlijsten te behalen.
In Nederland werd de plaat wel regelmatig gedraaid op Hilversum 3, maar wist desondanks de destijds drie landelijke hitlijsten op de nationale publieke popzender (de Nationale Hitparade, Nederlandse Top 40 en de TROS Top 50) niet te bereiken. Ook in de Europese hitlijst op Hilversum 3, de TROS Europarade, werd géén notering behaald. Wél stond de plaat acht weken genoteerd in de "Bubbling Under", de Tip 30 van de Nationale Hitparade.
In België werd géén notering behaald in zowel de voorloper van de Vlaamse Ultratop 50 als de Vlaamse Radio 2 Top 30. Ook in Wallonië werd géén notering behaald.
Naast het Verenigd Koninkrijk haalde de plaat alleen nog in Ierland en Duitsland de hitlijsten. Ook werd in de Eurochart Hot 100 de 18e positie behaald.
Sinds de editie van december 2019 staat de plaat genoteerd in de jaarlijkse NPO Radio 2 Top 2000 van de Nederlandse publieke radiozender NPO Radio 2, met als hoogste notering een 785e positie in 2023.

## NPO Radio 2 Top 2000
| Nummer met noteringen in de NPO Radio 2 Top 2000 | '19 | '20 | '21 | '22 | '23 | '24 |
| ------------------------------------------------ | --- | --- | --- | --- | --- | --- |
| Lavender                                         | 977 | 823 | 834 | 787 | 785 | 758 |

1. ↑  Een vetgedrukt getal geeft de hoogste notering aan.
2. ↑  2019 was het eerste jaar met een notering voor dit nummer.